# Gottfried Heinrich Schäfer
Gottfried Heinrich Schäfer (Leipzig, 27 de setembro de 1764 – Leipzig, 12 de março de 1840) foi bibliotecário, filólogo clássico alemão e professor de literatura grega da Universidade de Leipzig. Em 1817, o rei Frederico Augusto I da Saxônia compra sua biblioteca particular por 10 mil táleres e lhe oferece o cargo de bibliotecário da Biblioteca Albertina em 1818. Foi editor das obras de Plínio, o Jovem, Catulo, Propércio, Plutarco e Apolônio de Rodes.

## Obras
- Thesaurus linguae Graecae, de Henri Estienne, o Jovem (1528-1598)
- Meletemata critica in Dionysii arte rhetorica, publicada somente em 1808
- Apparatus criticus et exegeticus ad Demosthenem, 1824-27
- De compositione verborum, 1808
- Vitae parallelae de Plutarco, 1825-30